# Porphyromus caeruleiventris
Porphyromus caeruleiventris là một loài ruồi trong họ Tachinidae.